# زكية الضيفاوي
زكية الضيفاوي (بالإنجليزية: Zakia Dhifaoui)‏ هي معلمة وصحافية وناشطة حقوقية تونسية قاتلت بشكل خاص ضد نظام زين العابدين بن علي قبل الثورة التونسية عام 2011. وأظهرت مسيرتها الحاسمة ظهور حركات احتجاجية و [بحاجة لتوضيح] الصحافة المستقلة بطريقة ما، في الأشهر الأخيرة من رئاسة بن علي رغم الضغط عليها.

## المسيرة المهنية
أصلها من القيروان، وهي مدينة تبعد 150 كيلومترًا جنوب غرب تونسيت وخمسين كيلومترًا غرب سوسة، بدأت حياتها المهنية كمدرس للتاريخ والجغرافيا في مدرسة ثانوية في تلك المدينة عام 1994.
كعضو في المنتدى الديمقراطي للعمل والحريات (المعروف أيضًا باسم التكتل)، وهو حزب سري في البداية، في يناير 2007، شاركت في إنشاء الأسبوعية العربية مواطنون. وهي من الأعضاء المؤسسين للمجلس الوطني للحريات في تونس. كما أنها عضوة في جمعية مناهضة التعذيب في تونس والقسم المحلي للرابطة التونسية لحقوق الإنسان.
في يوليو / تموز 2008، قررت الذهاب إلى الرديف لجمع الشهادات مع العائلات المتورطة في إضرابات قفصة. كان الوضع متوتراً للغاية في تونس. أعلن الرئيس بن علي، الذي كان في السلطة منذ 21 عامًا، عن نيته الترشح لولاية خامسة. 
ولدى وصولها في 27 يوليو، شاركت في مظاهرة نسائية تضامنا مع العمال المضربين. ومع ذلك، تم القبض عليها مع ستة متظاهرين آخرين، وتعرضت للاعتداء الجنسي.  في 14 أغسطس 2008، حكمت عليها محكمة قفصة بالسجن ثمانية أشهر. ووجهت لها تهمة «العصيان، والإخلال بالنظام العام، وعرقلة مسؤول عن أداء واجباته، والإضرار بممتلكات الآخرين، والإخلال بالأخلاق». وظلت رهن الاحتجاز لمدة 200 يوم، قبل أن تحصل على عفو. بمناسبة الذكرى الحادية والعشرين لتسلم الرئيس بن علي السلطة. 
لكن عند مغادرتها السجن، لم تسمح لها وزارة التربية والتعليم بمواصلة عملها كمدرس، لكنها كافحت للعودة إلى وظيفتها بينما كانت تسعى جاهدة للعثور على وظائف مؤقتة. في أعقاب الثورة التونسية والإطاحة بزين العابدين بن علي، في 14 يناير 2011، وبعد صدور قانون العفو العام الصادر في 19 فبراير 2011، تمكنت أخيرًا من استئناف عملها ودروسها في القيروان، بعد أن فقدت المنفعة لعدة سنوات.
وواصلت حملتها في العديد من المنظمات، بما في ذلك التكتل، لكنها حافظت أيضًا على دعمها لمجموعة تونسي الرديف. كما واصلت الكتابة في دورية مواطنون.